# بوتينشتاين (بافاريا العليا)
بُوتِينشتَايِن (بالألمانية: Pottenstein) هي مَدِينة أَلمانِيَّة في مِنطقة بايِرويت التَّابعة لمُحافظة باڤارِيا العُليَا في وِلاَية باڤارِيا في بجُمهُوريَّة أَلمَانيَا الاِتّحاديّة باِرتِفاع يصِل إِلى 368 مِتر فَوق مُستوى سطح اَلبحر، وبمِساحة تُقَدَّر بحوالَي 73 كم². تقع مدِينة بُوتِينشتايِن جنُوب غرب مِنطقة بايِرويت بمسافة 23 كم، وشرق مدِينة فُورشهايمّ بمسافة تصِل إِلى 27 كم من وسط المدِينَة.

## صُور

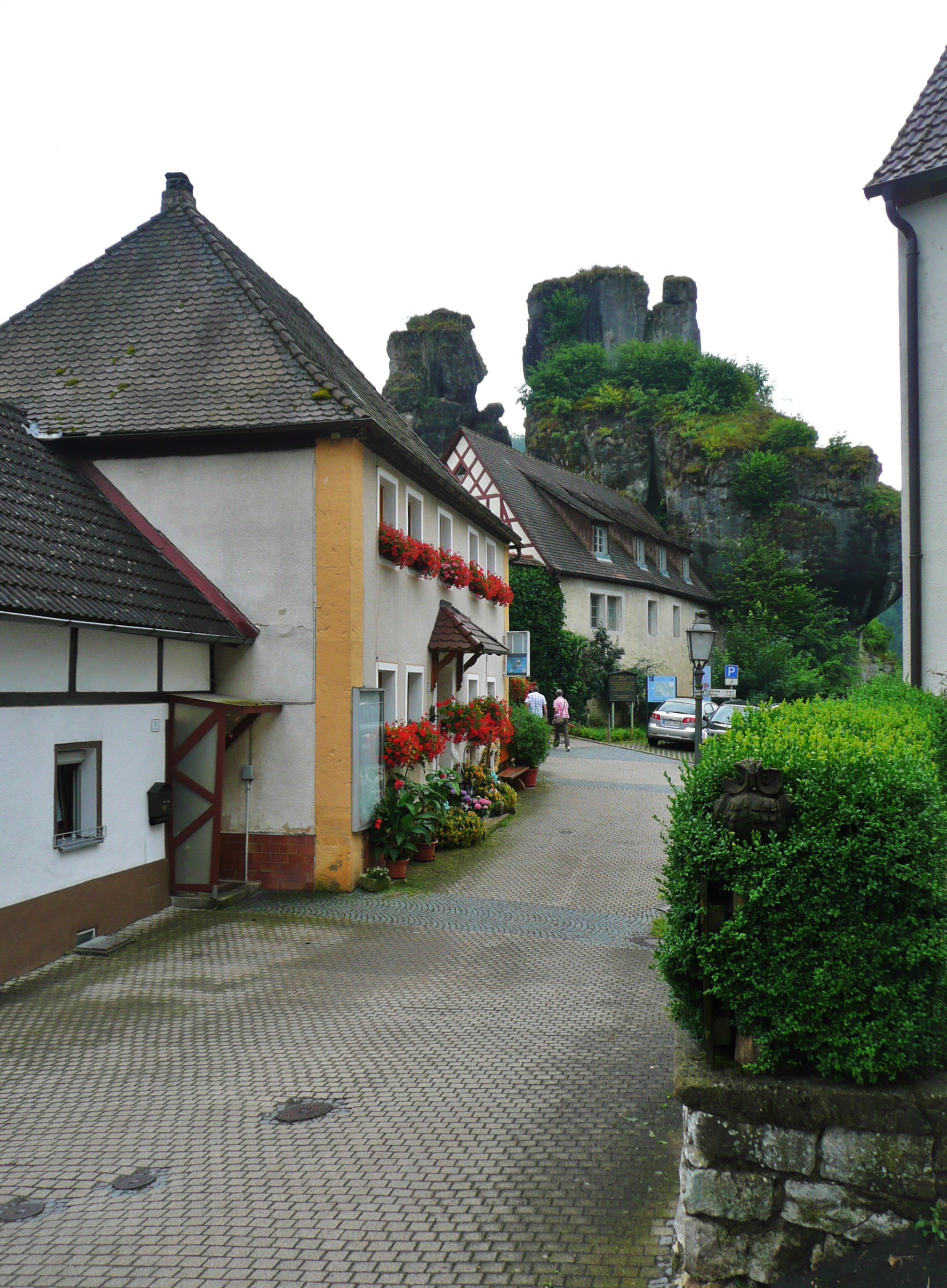
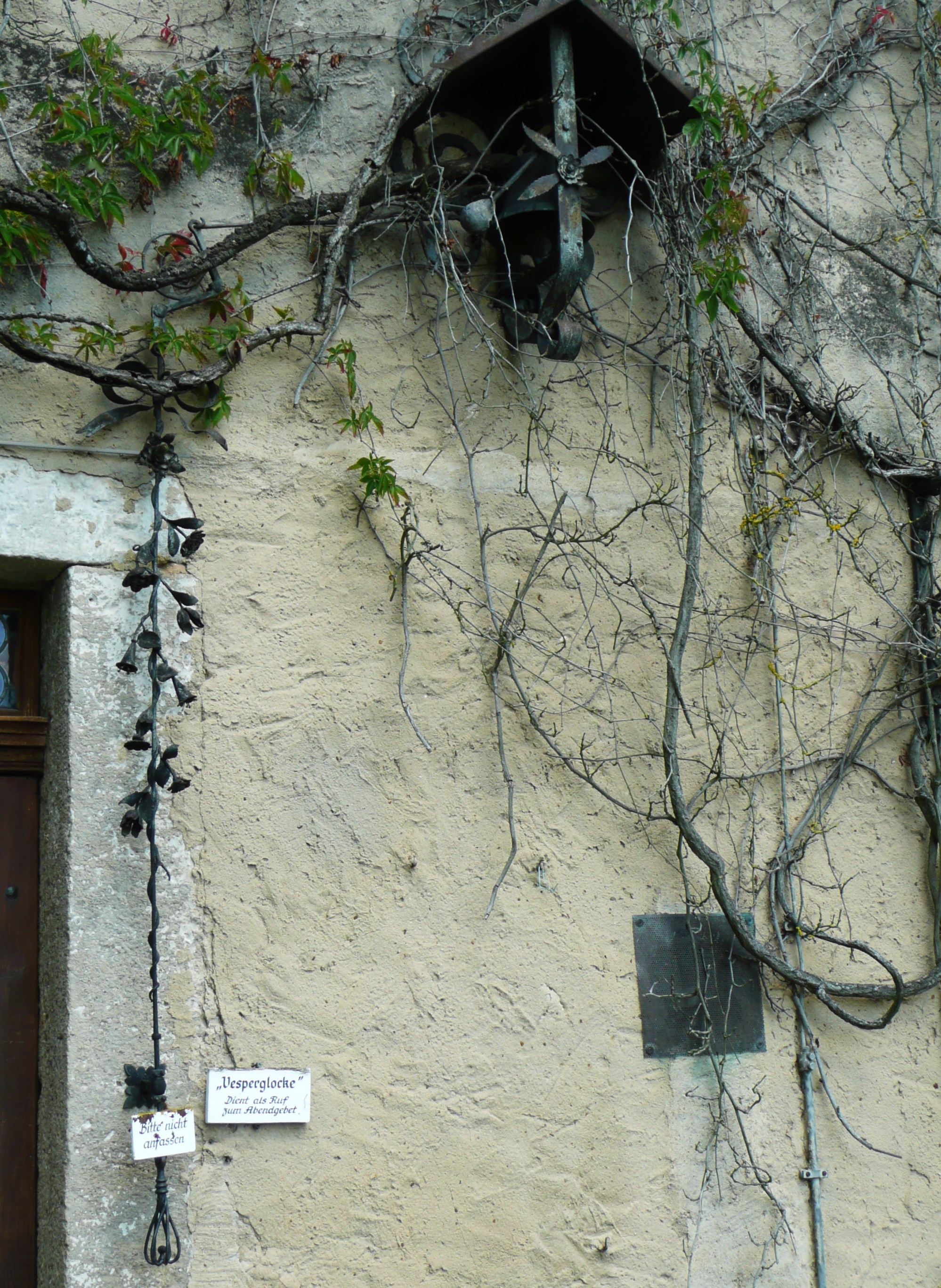
أحد أَبواب حِصن بُوتِينشتَايِن الجانِبِيَّة.
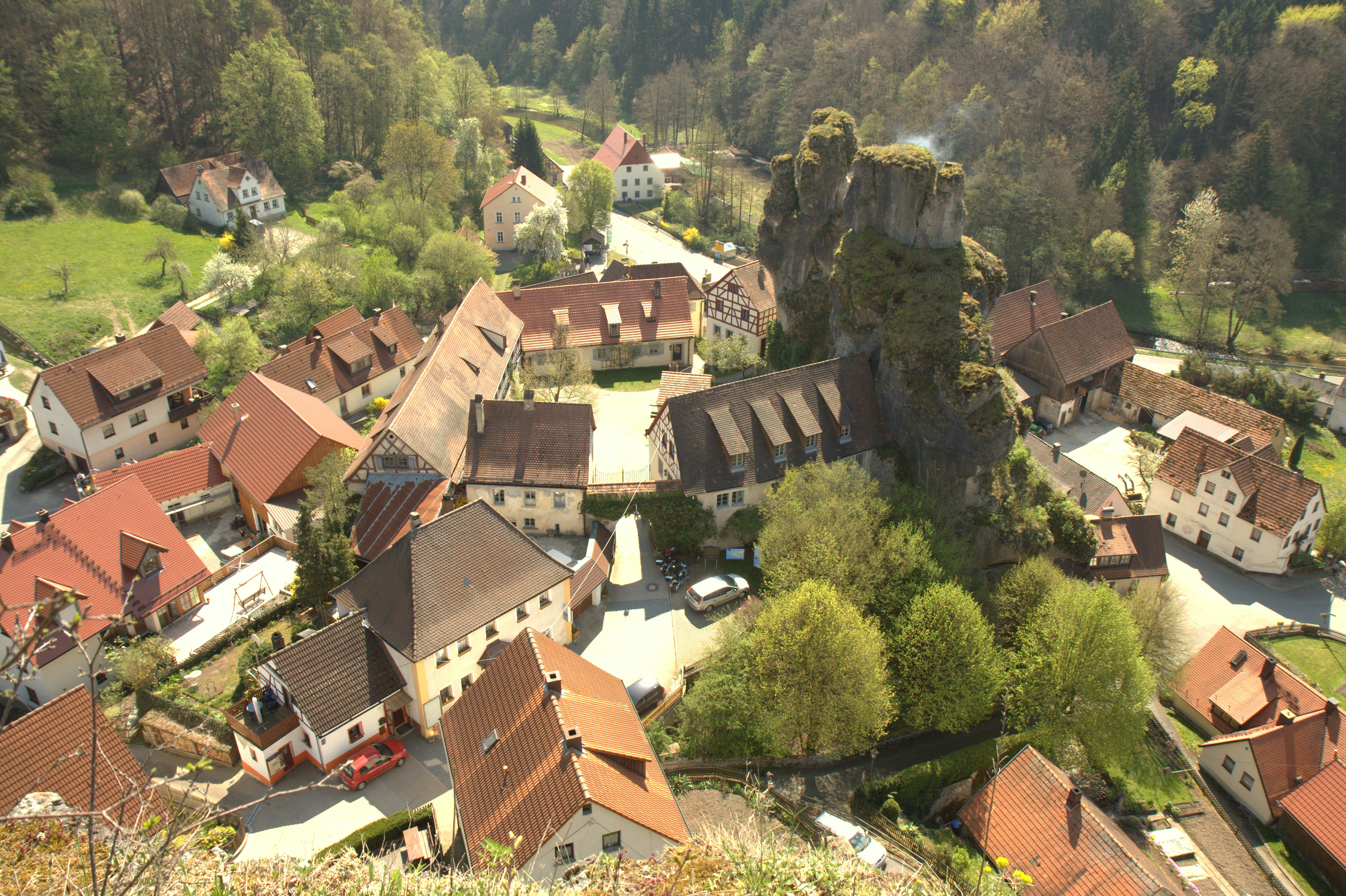
مَنظَر مِن عُلُوّ لِلمدِينة مِن حِصن بُوتِينشتَايِن.
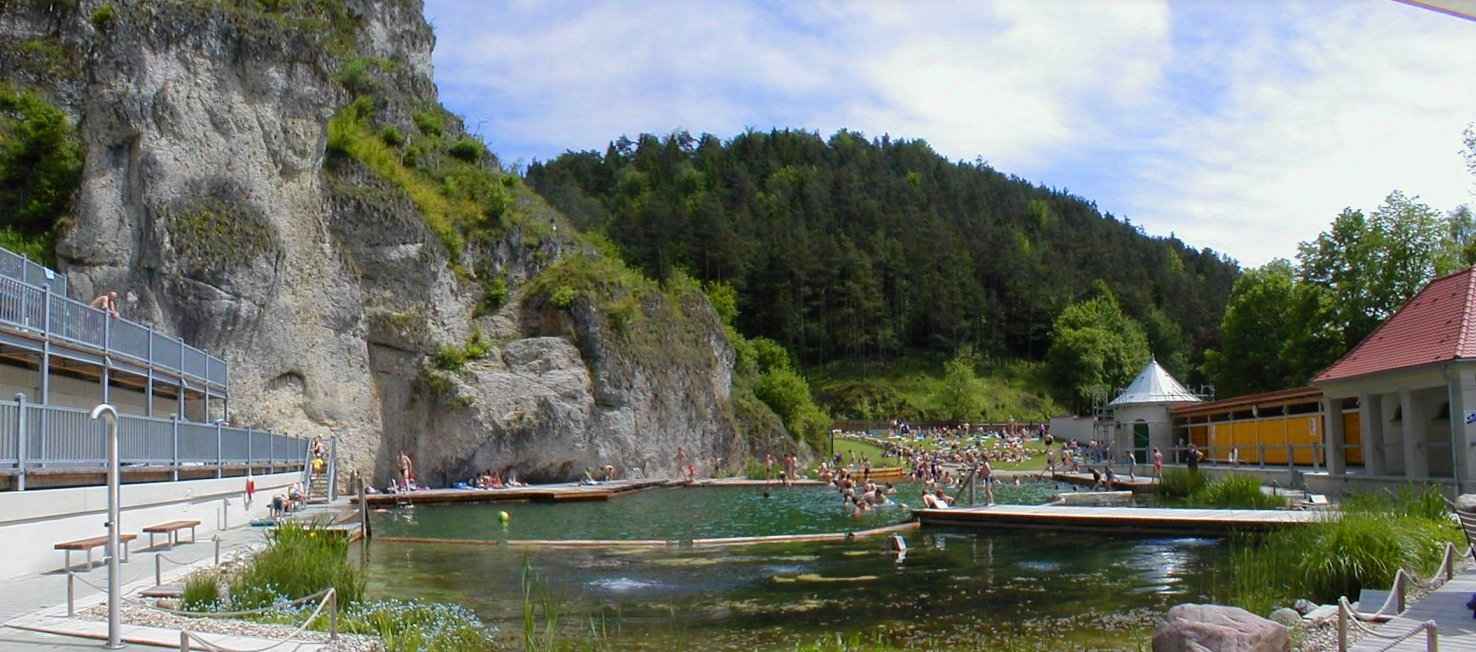
مُنتجع مدِينة بُوتِينشتَايِن الصِحِّيٌ لِلرَّاحة والاستِجمام.

## اُنظُر أيضاً
- باڤارِيا.
- باڤارِيا العُليَا.
- قائِمة مُدن أَلمَانيَا.

## وُصلات خارجيّة
- الصّفحة الرّسميّة لمَدِينة بُوتِينشتَايِن (باللُّغَةُ الألمانِيّة).

## مَراجع
1. ↑  "Alle politisch selbständigen Gemeinden mit ausgewählten Merkmalen am 31.12.2018 (4. Quartal)" (بالألمانية). Statistisches Bundesamt. Archived from the original on 2019-03-10. Retrieved 2019-03-10.
2. ↑  Alle politisch selbständigen Gemeinden mit ausgewählten Merkmalen am 31.12.2023 (بالألمانية), Statistisches Bundesamt, 28. Oktober 2024, QID:Q131220759, Archived from the original on 17 November 2024 {{استشهاد}}: تحقق من التاريخ في: |publication-date= (help)
3. ↑  GeoNames (بالإنجليزية), 2005, QID:Q830106